# Cipro ai Giochi della XXXI Olimpiade
Cipro ha gareggiato ai Giochi della XXXI Olimpiade che si sono svolti a Rio de Janeiro, in Brasile, dal 5 al 21 agosto 2016. Questa è stata la decima apparizione consecutiva della nazione alle Olimpiadi estive.

## Nuoto
| Atleta                    | Evento         | Batterie | Batterie   | Semifinali      | Semifinali      | Finale          | Finale          |
| Atleta                    | Evento         | Tempo    | Classifica | Tempo           | Classifica      | Tempo           | Classifica      |
| ------------------------- | -------------- | -------- | ---------- | --------------- | --------------- | --------------- | --------------- |
| Sofia Neofytou            | 100 m farfalla | 1:02,91  | 37ª        | non qualificata | non qualificata | non qualificata | non qualificata |
| Iacovos Hadjiconstantinou | 400 m libero   | 4:03,53  | 47ª        | N.D.            | N.D.            | non qualificato | non qualificato |